# Танаусіс

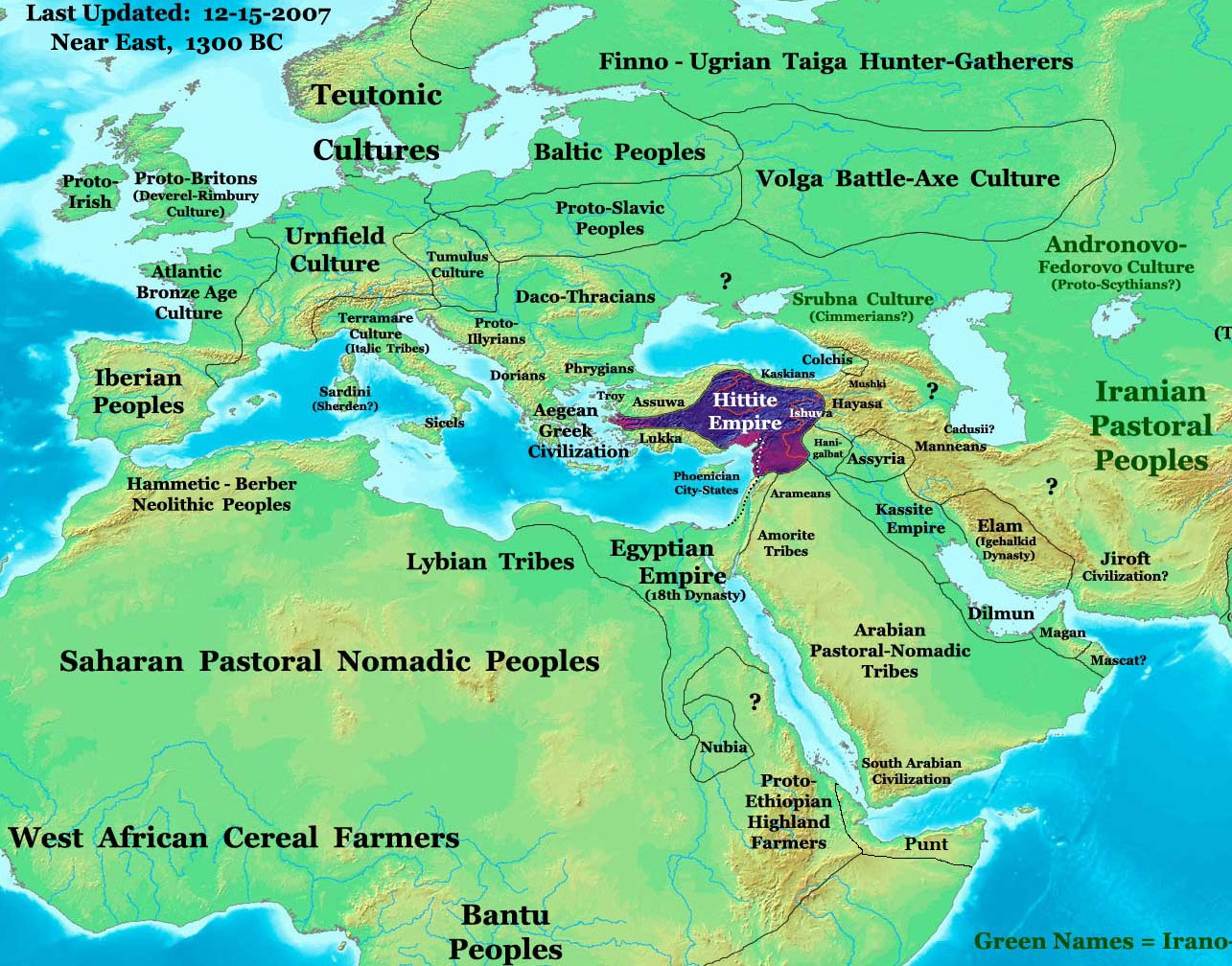
Гети в 1300 до н. е.

Танаусіс або Танаїс (лат. Tanausis) — легендарний король гетів або король скіфів, згадуваний у Плутарха, Помпея Трога та інших давньогрецьких та римських авторів. Античний епонім річки Танаїс. 
Він же "король готів" в «Гетиці» історика Йордана. .
Однак Йордан змішує історію гетів, скіфів та готів і доволі вільно варіює ці етноніми, здійснюючи їх взаємну підміну, тим самим формуючи штучний псевдоісторичний міф. 
Власне історичні готи з'являються на сторінках «Гетики» не раніше правління імператорів Валеріана та Галлієна о другій половині III ст. н.е. .

## Історія
Танаусіс був легендарним королем гетів. Вчений XIX століття Альфред фон Гутшмід виводив його правління 1323-1290 рр. до Р.Х.

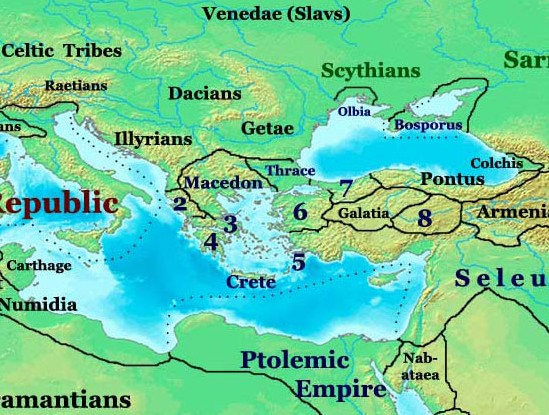
Скіфи в 200 р. до Р.Х.

Згідно з Плутархом, Танаусіс був сином Бероса і першої амазонки Лісіппи. Він недолюблював жінок і надавав перевагу не коханню, а війні. Але Афродіта покарала його, зародивши в його серці пристрасть до матері. Не в силах витримати таке випробування, Танаусіс втопився в річці, яка з того часу була названа його ім'ям.

Мідія в VI ст. до Р.Х.

Інший античний автор Ямвліх Драматик також згадує персонажів Парсіріду і Танаїса в зв'язку з поширенням культу Афродіти у мешканців північного Причорномор'я.
В творі Юстина «Epitoma Historiarum Philippicarum», що являє собою скорочений виклад праці Помпея Трога «Historiae Philippicae», яка не збереглась до наших днів, в одному епізоді згадується протистояння скіфського володаря Танауса (лат. Tanaus) і єгипетського фараона Везосіса (лат. Vezosis). Юстин говорить, що, на відміну від ассирійської володаря Ніна (лат. Ninus), вони робили далекі військові походи, проте не воювали з сусідами «не прагнучи до встановлення свого панування [над сусідніми землями], але заради слави своїх народів». 
За даними Йордана, що у своєму творі посилається на Оросія, гетський король Танаусіс зупинив просування єгипетських армій. У битві на березі річки Фазіс Танаїс розбив єгипетську армію, яка до того вже підкорила ефіопів та скіфів.
Відповідно до Йордана, почавши війну з єгипетським володарем Везосісом (якого також ототожнюють з єгипетським королем Сезострісом) переможною битвою біля річки Фазіс, війська короля Танаусіса дійшли аж до Нілу. 
«Гетика» стверджує, що Танаусіс переслідував єгиптян до берегів Нілу, де повноводна річка та могутні укріплення завадили йому вбити Сезостріса "у своїй власній землі". Територія, яку Танаусіс завоював в Азії, була надана його близькому другу Сорнусу, правителю Мідії. 

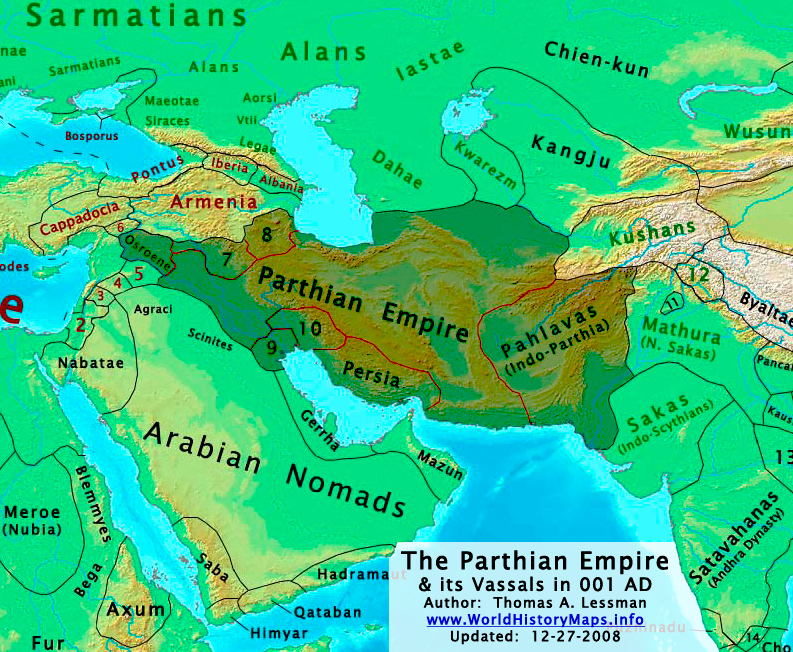
Парфія, I ст. до Р.Х.

Геродот описуючи ці події згадує скіфського короля на ім'я Тано, який запобіг вторгненню армії Єгипту під керівництвом Рамзеса II. Відомо, що Рамзес ІІ вів війну з хеттами й програв її.
Частина війська Танаусіса залишились у завойованих землях, і Йордан цитуючи Помпея Трога, говорить, що від них походять парфяни, зазначивши, що в скіфській мові "парфі" означає "залишенець".
Ісидор Севільський також згадує про короля-предка Скіфів (Гетів) Тано або Тануса, на честь якого була названа річка Танаїс.
Після смерті короля Танаїса гети (скіфи Північного Причорномор'я) шанували його як бога. 